# Canthidium imperiale
Canthidium imperiale là một loài bọ cánh cứng trong họ Bọ hung (Scarabaeidae).